# 포카 요케
포카 요케(ポカヨケ, poka-yoke)는 품질 관리의 측면에서 실수를 방지하도록 행동을 제한하거나 정확한 동작을 수행하게끔 하도록 강제하는 여러 가지 제한점을 만들어 실패를 방지하는 방법을 말하는 용어이다. 토요타의 시게오 신고에 의해 처음으로 고안됐으며, ‘실수(ぽか)를 피하다(除ける)’는 뜻의 일본어에서 왔다.
예를 들어 자동차에서 기어를 주차 상태 위치인 “P”로 놓지 않으면 시동이 걸리지 않도록 만들어 운전자가 자동차를 안전하지 않은 상태로 놔두고 나가는 것을 방지하도록 한다. 또한 컴퓨터에서는 USB 장치의 플러그를 꼽을 때 뒤집어진 상태로 꼽으려고 하면 작동이 안되도록 디자인 되어 있다. 인지 심리학 및 인간과 컴퓨터 상호작용 분야에서도 이를 이용하여 여러 가지 실수를 방지하는 디자인 원리의 하나로 받아들여져서 이용하고 있다.

## 적용
포카 요케 방법을 제안한 시게오 신고는 다음의 세 가지 면에서 사용될 수 있다고 하였다.
1. 제품과 다른 디바이스 간에 접촉하거나 접촉하지 않았을 때를 인지하게끔 하는 방법.
2. 주어진 경우의 수로만 움직이도록 제한하여 만드는 방법.
3. 어떤 특정한 프로세스를 거쳐야만 되도록 결정된 순서를 따르도록 하는 방법.

포카 요케 방법은 경고를 하거나 방지, 관리 혹은 잘못된 반응을 알려주어 어떤 프로세스 안에서 특정한 것이 선택되도록 유도한다.

## 같이 보기
- 페일 세이프
- 인터락
- 머피의 법칙

## 참고 자료
- 시게오 신고 Zero quality control: source inspection and the poka-yoke system. trans. A.P. Dillion. Portland, Oregon: Productivity Press.1985.
- Nikkan Kogyo Shimbun, Ltd.: Poka-Yoke: Improving Product Quality By Preventing Defects Productivity Press, 1987 (Japanese), 1988 (English), ISBN 0-915299-31-3.
- Hinckley, C.M. and Barkan, P. 1995. The role of variation, mistakes, and complexity in producing nonconformities. Journal of Quality Technology 27(3):242-249.